# Elena Podkaminskaia
Elena Podkaminskaia (în rusă Елена Ильинична Подкаминская) (n. 10 aprilie 1979, Moscova, Rusia) este un actor de teatru și film din Rusia. Din 2001, în trupa de Teatru de Satiră.

## Filmografie
- 2002 - "Eșecul Poirot" (în rusă: Неудача Пуаро)

- 2002 - "Universal" (în rusă: Джокер)

- 2004 - "Crin alb 2"  (în rusă: Ландыш серебристый 2)

- 2005 - "Adjutants De Dragoste"  (în rusă: Адъютанты любви)

- 2006 - "Andersen. Viața Fără Dragoste"  (în rusă: Андерсен. Жизнь без любви)

- 2007 - "Asistenta" (în rusă: Сиделка)

- 2007 - "Protecția" (în rusă: Защита против)

- 2007 - "Noapte surori" (în rusă: Ночные сёстры)

- 2007 - "Mai mult decât dragostea" (în rusă: Важнее, чем любовь)

- 2007 - "Câteva simple dorințe" (în rusă: Несколько простых желаний)

- 2008 - "De două ori în același râu" (în rusă: Дважды в одну реку)

- 2008 - "Mă voi întoarce" (în rusă: Я вернусь)

- 2008 - "Omul Fără Îngropat" (în rusă: Человек без пистолета)

- 2009 - "In afara de război" (în rusă: В сторону от войны)

- 2010 - "Îmi aduc aminte" (în rusă: Буду помнить)

- 2011 - "Despre ce mai vorbesc bărbați" (în rusă: О чём ещё говорят мужчины)

- 2012 - "Dus-întors" (în rusă:  Обратный билет)

- 2012 - "Bucătărie (serialul)" (în rusă: Кухня (телесериал))

- 2012 - "Numai Iubirea" (în rusă: Только о любви)

- 2014 - "Bucătărie în Paris" (în rusă: Кухня в Париже)